# Hilde Mangold
Pour les articles homonymes, voir Mangold.
Hilde Mangold, (20 octobre 1898 - 4 septembre 1924), (née Proescholdt) est une embryologiste allemande. En 1924, à 26 ans, elle a découvert, par les expériences réalisées dans le cadre de sa thèse dirigée par Hans Spemann, le phénomène d'induction embryonnaire et en particulier l'organisateur de Spemann. Hilde Mangold est décédée accidentellement l'année de publication de sa thèse, des suites de l'explosion de la gazinière de ses beaux-parents. Hans Spemann sera alors le seul à recevoir, en 1935, le prix Nobel de médecine pour cette découverte (les prix Nobel ne pouvant être reçus à titre posthume).

## Biographie
Hilde Proescholdt est née à Gotha, en Thuringe, une province du centre-est de l'Allemagne, le 20 octobre 1898. Elle est la fille cadette du propriétaire d'une usine de savon, Ernest Proescholdt, et de sa femme Gertrude. Elle a fréquenté l'université d'Iéna en Allemagne pendant deux semestres en 1918 et 1919, puis a été transférée à l'université de Francfort en Allemagne où elle a également passé deux semestres. C'est là qu'elle assiste à une conférence du célèbre embryologiste Hans Spemann sur l'embryologie expérimentale.
Cette conférence lui donne envie de poursuivre ses études dans ce domaine. Après Francfort, elle a fréquenté l'Institut de zoologie de Fribourg. C'est là qu'elle rencontre et épouse son mari, Otto Mangold (de), qui était le principal assistant de Spemann (et, accessoirement, un partisan du parti nazi). Sous la direction de Spemann, elle achève sa thèse de 1923, intitulée "Über Induktion von Embryonalanlagen durch Implantation artfremder Organisatoren", ou "Sur l'induction d'ébauches embryonnaires par l'implantation d'organisateurs étrangers à l'espèce".
Après avoir obtenu son doctorat en zoologie, Hilde s'est installée à Berlin avec son mari et son fils Christian. Peu après le déménagement, Hilde est décédée de graves brûlures à la suite de l'explosion d'un chauffage au gaz dans sa maison berlinoise. Elle n'a pas vécu assez longtemps pour voir la publication des résultats de sa thèse. Son fils est mort pendant la Seconde Guerre mondiale.

## Expériences clés
Hilde Mangold a réalisé des expériences de transplantation très délicates sur des embryons (un exploit encore plus impressionnant avant la découverte des antibiotiques pour prévenir les infections après une opération). Elle a démontré que le tissu de la lèvre dorsale du blastopore greffé dans un embryon hôte peut induire la formation d'un axe corporel supplémentaire, créant ainsi des jumeaux conjoints. En utilisant deux espèces de tritons ayant des couleurs de peau différentes pour l'hôte et le donneur, elle a montré que l'organisateur amphibien ne formait pas l'axe supplémentaire par lui-même, mais recrutait le tissu de l'hôte pour former le jumeau (bien que toutes les implications de ce résultat n'aient été comprises qu'un an après sa mort). C'était la base de la découverte de l'"organisateur", qui est responsable de la gastrulation.